# レオ・トーヴァー
レオ・トーヴァー（Leo Tover、1902年12月6日 - 1964年12月30日）は、アメリカ合衆国の撮影監督。

## 参加作品
- すべてをアナタに
- お熱い出来事
- 青いイルカの島
- ニューヨークの休日
- 夢の渚
- 七面鳥艦隊
- 孤独な関係
- 地底探険
- ゆきすぎた遊び
- ひとこと言って
- 大戦争
- 再会
- 陽はまた昇る
- 流転の女
- やさしく愛して
- ならず者部隊
- スカートをはいた中尉さん
- 征服者
- たくましき男たち
- 一攫千金を夢見る男
- 野性の女
- 真紅の女
- 結婚協奏曲
- 脱獄者の秘密
- 地球の静止する日
- 不倫の報酬
- 狙われた結婚
- 女相続人
- 暗黒街の復讐
- 蛇の穴
- 大いなる別れ
- クリスタル・ボール
- 俳優志願
- 少佐と少女
- 空の要塞
- 僕の愛犬
- 青髭八人目の妻
- 情熱への反抗
- フロリダ超特急
- カレッヂ・リズム
- 絢爛たる殺人
- ボレロ
- 妾は天使ぢゃない
- 響け応援歌
- 地方検事
- 心の青空
- ストリート・ガール
- 電話姫
- 或る男の一生